# Serir

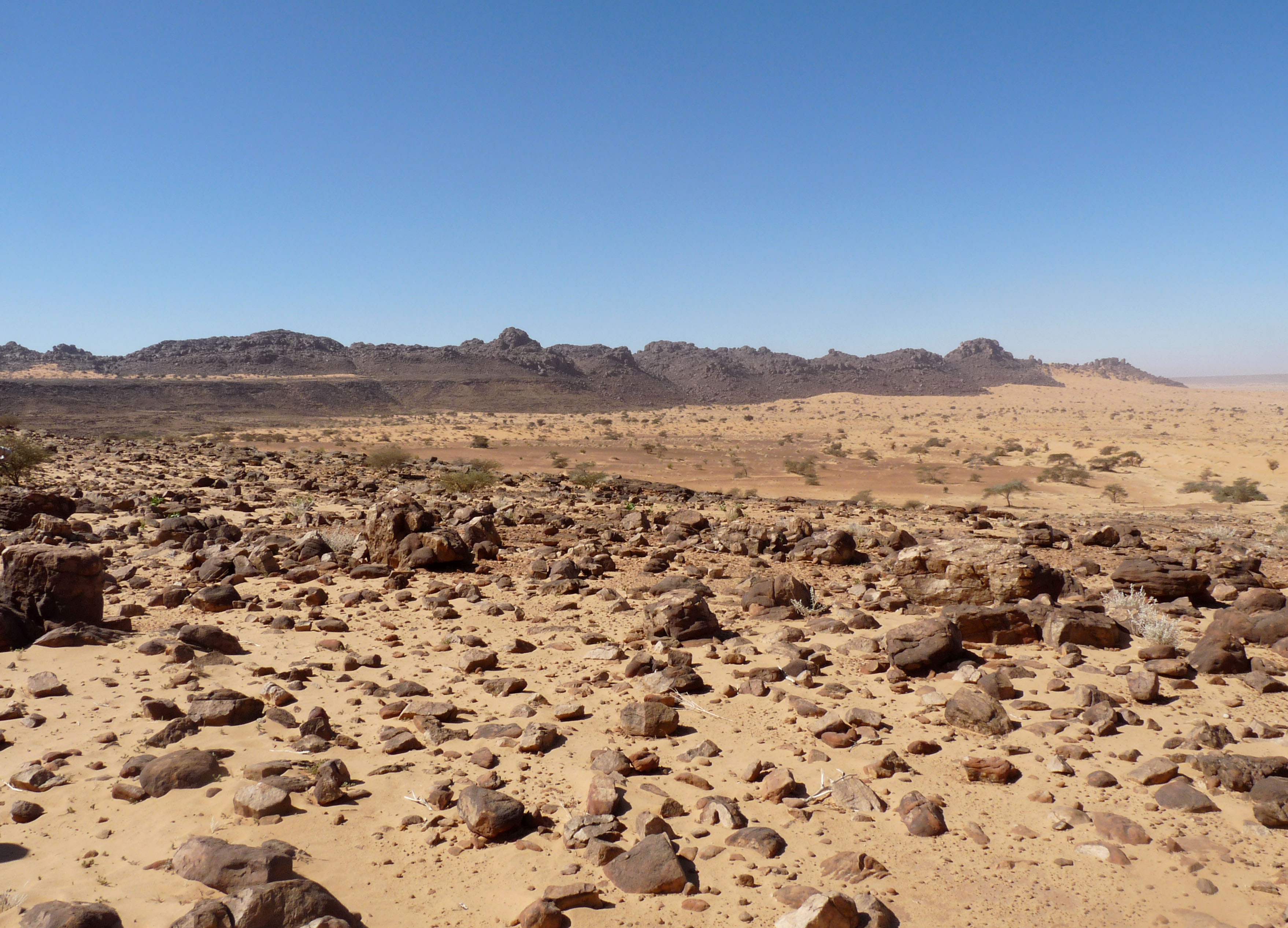

Il serir, detto anche reg, è un tipo di deserto caratterizzato da materiale sabbioso e ghiaioso. È detto anche gibber (in Australia), o saï (in Asia centrale)

## Formazione
Il serir ha un tempo di formazione relativamente breve perché è il vento a causarne la creazione. Il vento, tramite un'azione di deflazione, rimuove da terra le particelle più fini, facendo emergere dal suolo quelle più grossolane (situate più in profondità), come formazioni ghiaiose.

## Esempi di Serir
Nel Sahara occidentale è presente un ampio serir.